# 丁根海姆
丁根海姆是德国莱茵兰-普法尔茨州的一个市镇。总面积9.31平方公里，总人口1276人，其中男性699人，女性577人（2011年12月31日），人口密度137人/平方公里。